# Mystery Jets
I Mystery Jets sono un gruppo musicale indie rock britannico originario di Twickenham (Londra).

## Formazione
- Blaine Harrison - voce, chitarra, tastiere
- William Rees - chitarra, voce
- Henry Harrison - piano
- Kapil Trivedi - batteria
- Peter Cochrane - basso
- Matt Park - pedal steel

Ex membri
- Tamara Pearce-Higgins - tastiere, voce
- Kai Fish - voce, basso

## Discografia

### Album studio
- 2006 - Making Dens
- 2007 - Zootime (solo negli USA)
- 2008 - Twenty One
- 2010 - Serotonin
- 2012 - Radlands
- 2016 - Curve of the Earth

### EP
- 2006 - Flotsam and Jetsam